# Zedern
Die Zedern (Cedrus) bilden eine Pflanzengattung in der Familie der Kieferngewächse (Pinaceae).

## Beschreibung
Zedern sind große, immergrüne Bäume, die eine breite Baumkrone ausbilden. Sie brauchen viel Sonnenlicht zu gutem Wachstum. Im Vergleich mit anderen Kieferngewächsen kommen sie mit relativ wenig Niederschlag aus. Das Holz duftet. Die Borke junger Bäume ist glatt und grau. Die kleinen, eiförmigen Knospen sind von wenigen Schuppen umhüllt. Es gibt zwei Typen von Zweigen: zum einen endständige Langtriebe mit einzeln und spiralig am Zweig angeordneten Nadeln, zum anderen Kurztriebe mit Bündeln von Nadeln. Die dunkel- bis blaugrünen nadelförmigen Blätter bleiben drei bis sechs Jahre am Baum.
Zedern sind einhäusig getrenntgeschlechtig (monözisch), an einem Baum befinden sich also männliche und weibliche Zapfen. Sie stehen endständig an den Kurztrieben. Die aufrechten männlichen Zapfen sind erst etwa 5 cm, später bis zu 8 cm lang; sie sind die größten in der Familie. Die goldgelben Pollenkörner sind ungeflügelt; der Pollenflug findet im Herbst statt, nicht wie bei den anderen Gattungen der Familie im Frühling. Die aufrechten, blühenden weiblichen Zapfen sind eiförmig, rötlich, 1 bis 1,5 cm lang und bestehen aus vielen Samenschuppen. Die eng überlappenden Samenschuppen sind breiter als lang, holzig mit zwei Samenanlagen an ihrer Basis. Die kleinen Deckschuppen können nicht gesehen werden. Von der Bestäubung bis zur Reife benötigen die Zapfen ein bis zwei Jahre. Die aufrechten, reifen Zapfen sind eiförmig bis zylindrisch, 5 bis 10 cm lang. Die Zapfen zerfallen bei Samenreife und nur die Spindel bleibt auf dem Zweig stehen. Die großen Samen sind unregelmäßig dreikantig, hell- bis graubraun und 11 bis 16 mm lang mit einem 15 bis 25 mm großen Flügel, der Flügel besitzt die gleiche Farbe wie das Samenkorn.
Die Sämlinge besitzen acht bis zehn Keimblätter (Kotyledonen).

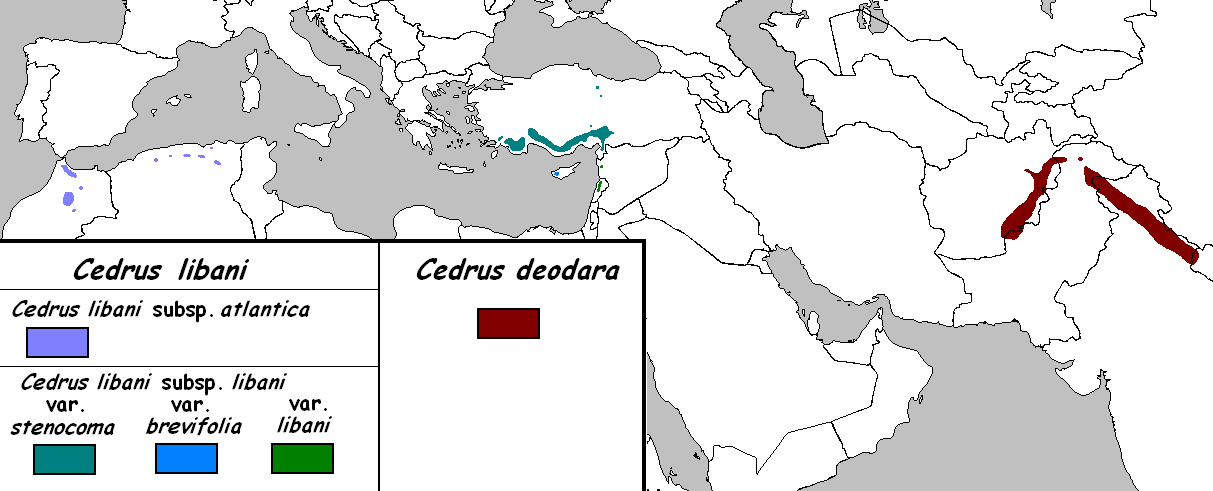
Verbreitungskarte der Zedern

## Systematik und Vorkommen
Zwei der drei Zedern-Arten kommen im Mittelmeerraum vor, eine Art im westlichen Himalaya.
- Die Atlas-Zeder (Cedrus atlantica (Endl.) G.Manetti ex Carrière) kommt im Atlas-Gebirge in Algerien und Marokko vor. Sie wächst dort an einer Reihe voneinander isolierter Orte in Höhenlagen zwischen 1000 und 2000 Metern.
- Die Himalaya-Zeder (Cedrus deodara (Roxb. ex D.Don) G.Don) findet sich in verschiedenen Teilen des Himalaya: im Hindukusch Ostafghanistans, in Pakistan und im nordwestlichen Indien (Gharval-Himalaya).
- Die Libanon-Zeder (Cedrus libani A.Rich.): Sie ist eine vorderasiatische Art. Sie wächst entlang der türkischen Mittelmeerküste bis in den Libanon, dessen Wahrzeichen sie ist. Daneben gibt es ein isoliertes Vorkommen in der Türkei in der Nähe des Schwarzen Meeres und auf Zypern. Es werden zwei Varietäten unterschieden:
  - Cedrus libani var. libani: Sie kommt von der Türkei bis zum Libanon vor.
  - Die Zypern-Zeder (Cedrus libani var. brevifolia Hook.f., Syn.: Cedrus brevifolia (Hook.f.) Elwes & A.Henry) kommt nur auf der Insel Zypern vor. Sie wächst dort in zwei kleinen Teilarealen.[1]

### Beziehungen zwischen den Arten
Alle Zedern-Arten sind nahe miteinander verwandt. Insbesondere die im Mittelmeerraum wachsenden Arten haben viele Gemeinsamkeiten, so dass manche Autoren erwogen haben, sie zu einer Art zusammenzufassen.
Aufgrund von Fossilfunden ist bekannt, dass Zedern einst weitere Bereiche des Mittelmeerraumes und auch den zwischen Mittelmeer und Himalaya liegenden Raum besiedelten. Man nimmt daher an, dass die heute noch vorkommenden Standorte Überreste einer einstmals ausgedehnten Population darstellen. Das heutige in den Standorten bestehende trockene Klima beschränkt die Zedern auf kühlere Höhenlagen (oft an Nordhängen) mit ausreichend Niederschlägen. In der Wildnis sind alle Zedernarten aufgrund von Abholzen und Überweidung bedroht.

## Bilder
Atlas-Zeder (Cedrus atlantica):

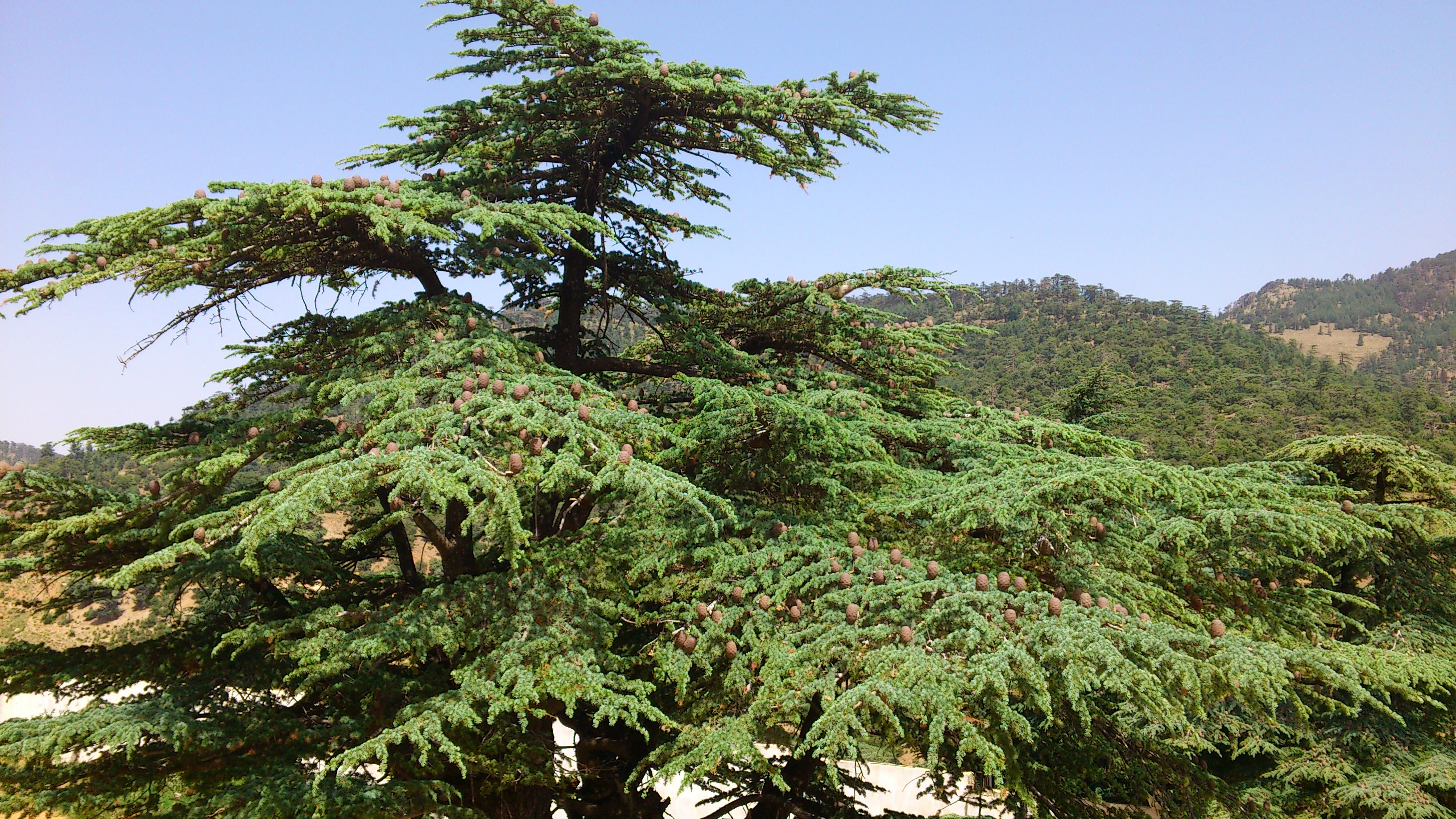
Atlas-Zeder in Algerien
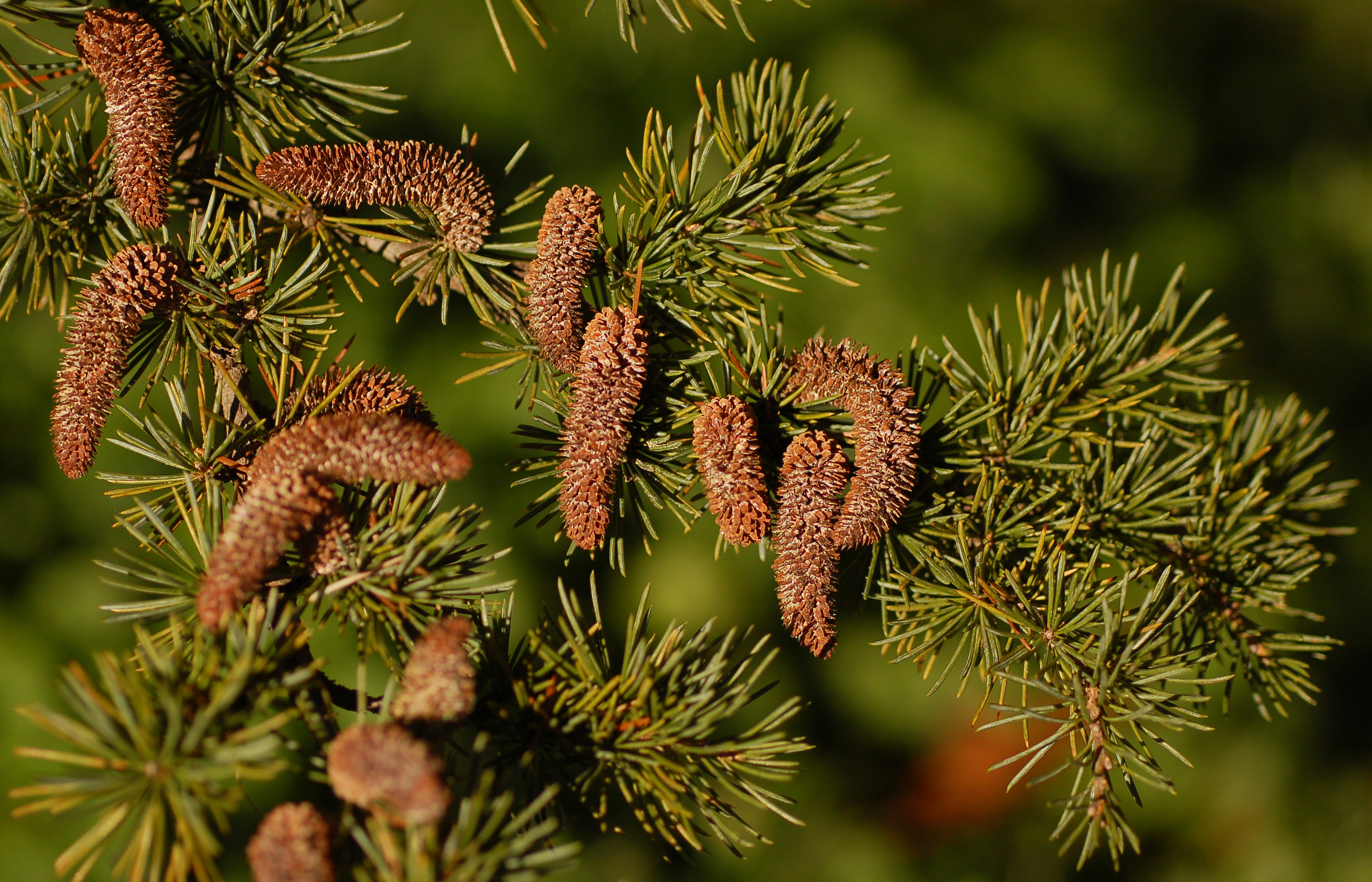
Männliche Zapfen
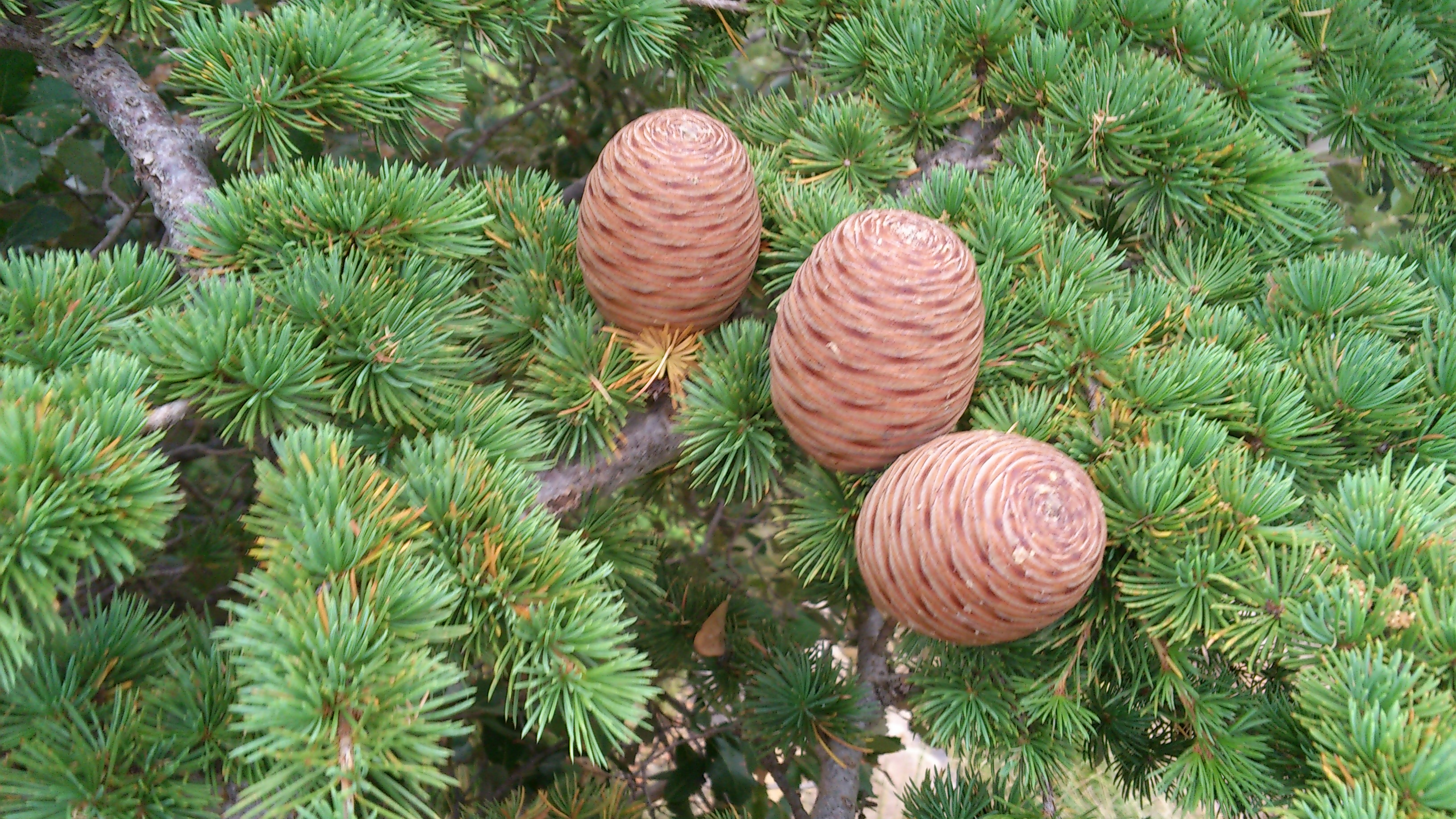
Weibliche Zapfen
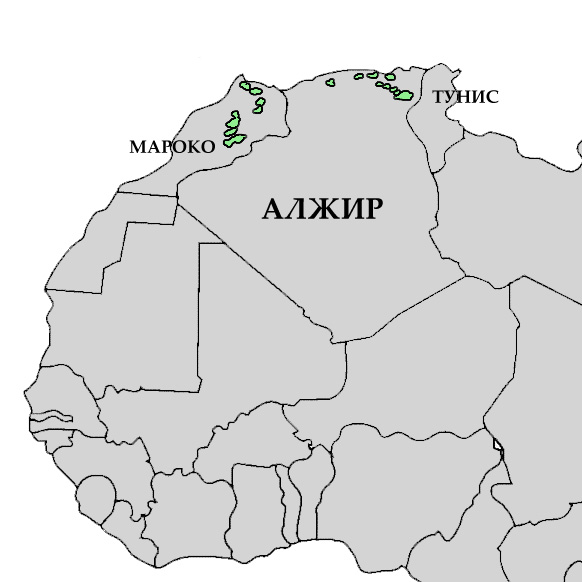
Areal der Atlas-Zeder

Himalaya-Zeder (Cedrus deodara):

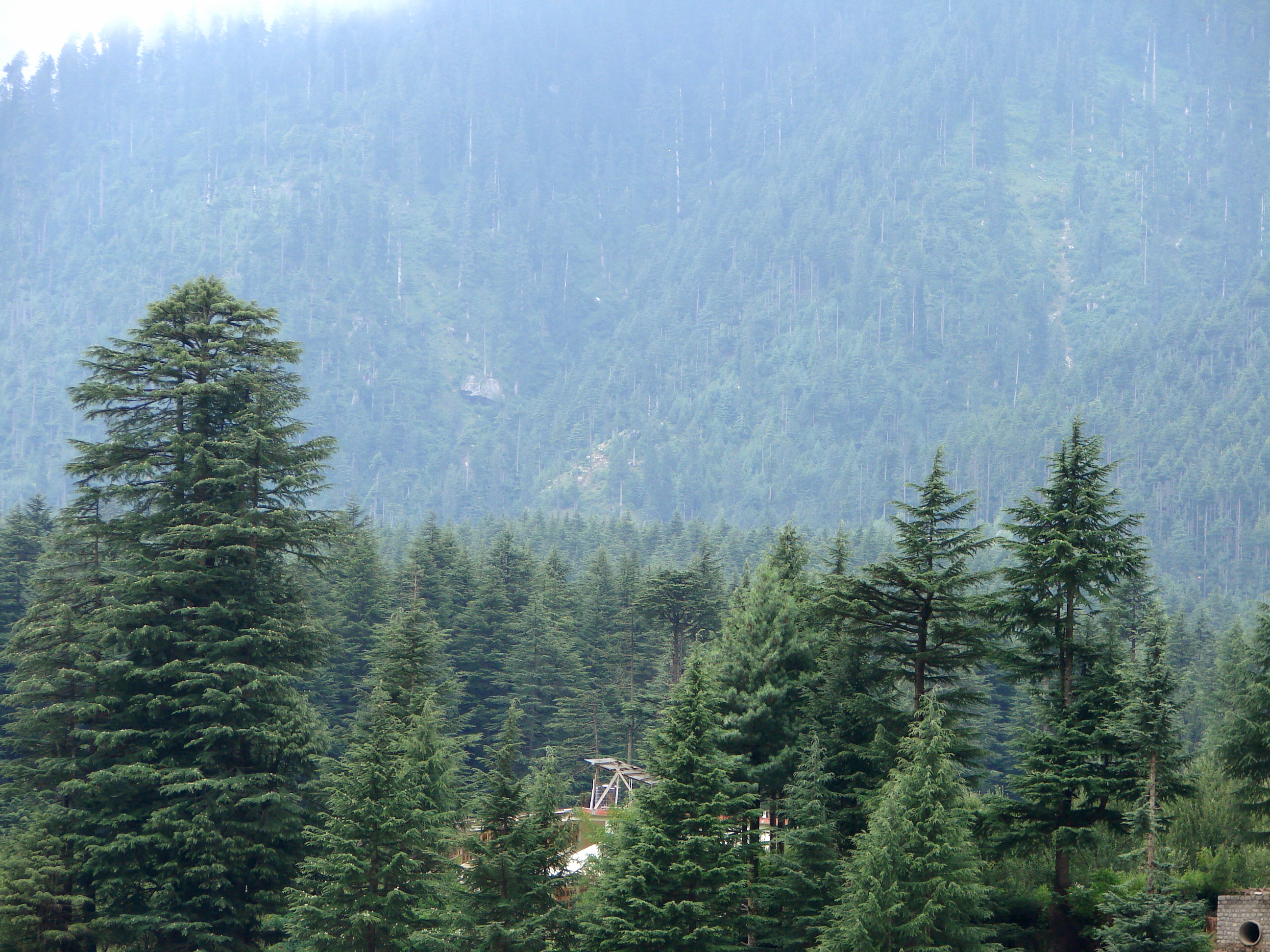
Wald der Himalaya-Zeder in Himachal Pradesh, Indien
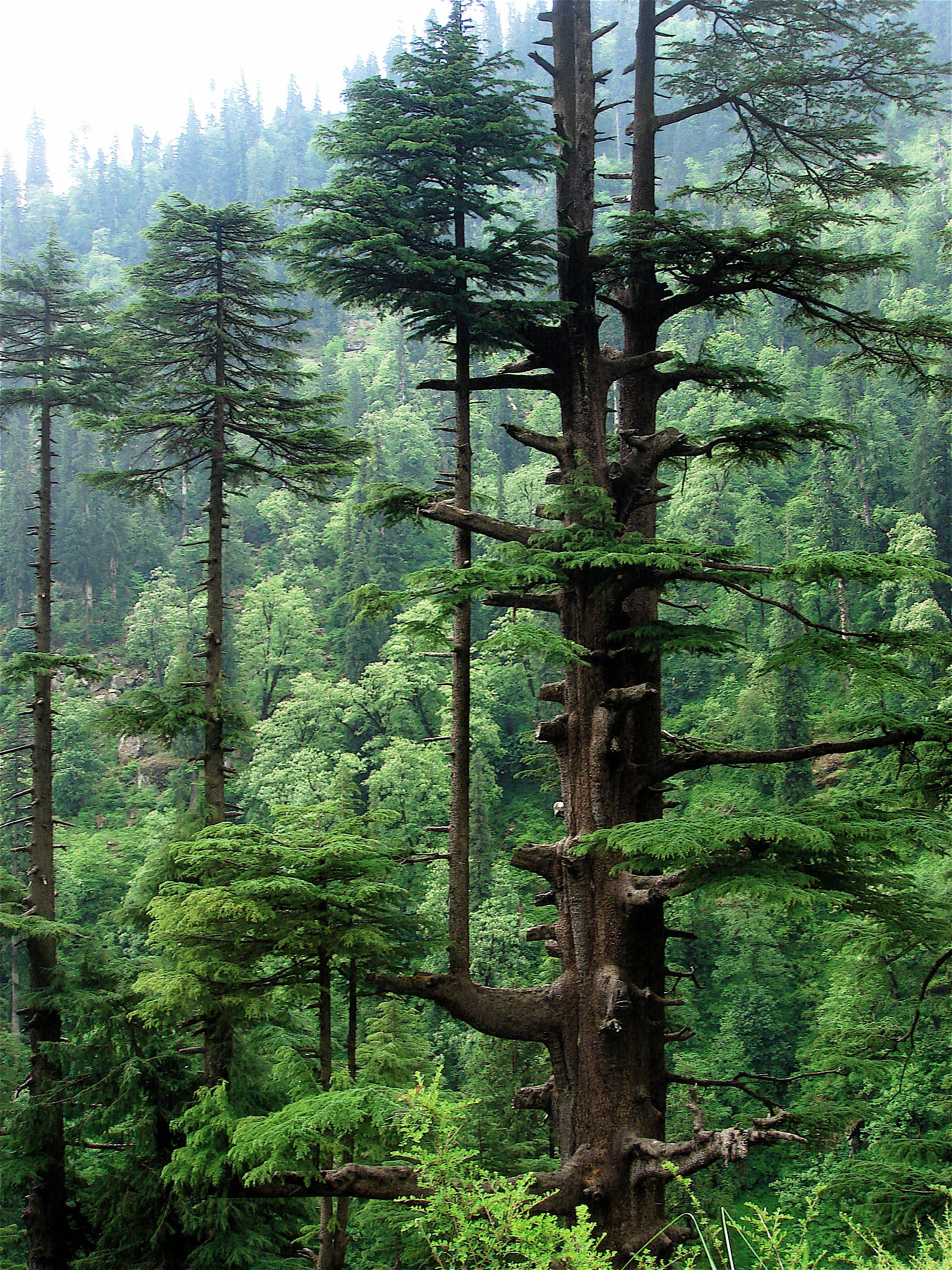
Himalaya-Zeder
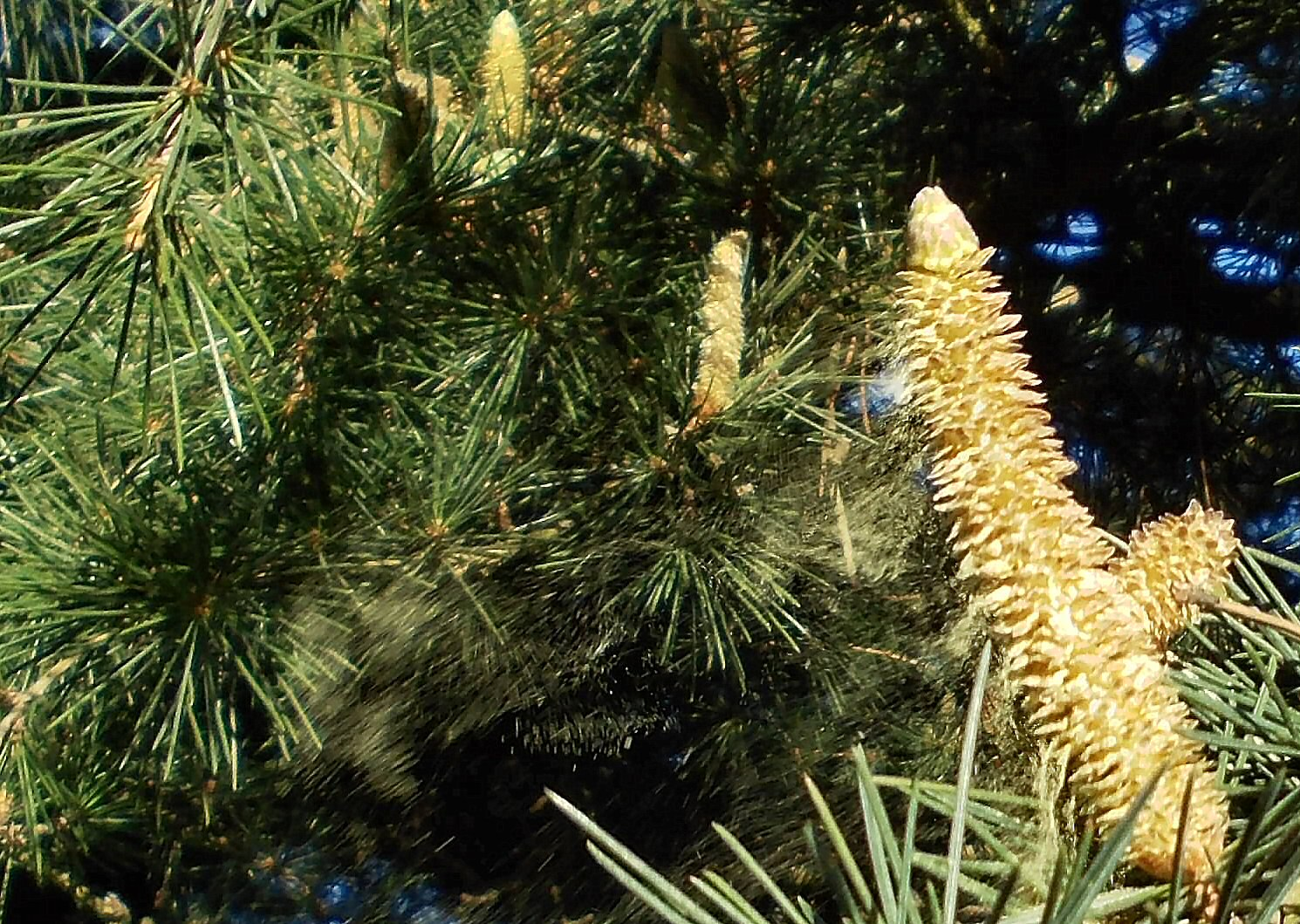
Männlicher Zapfen der Himalaya-Zeder
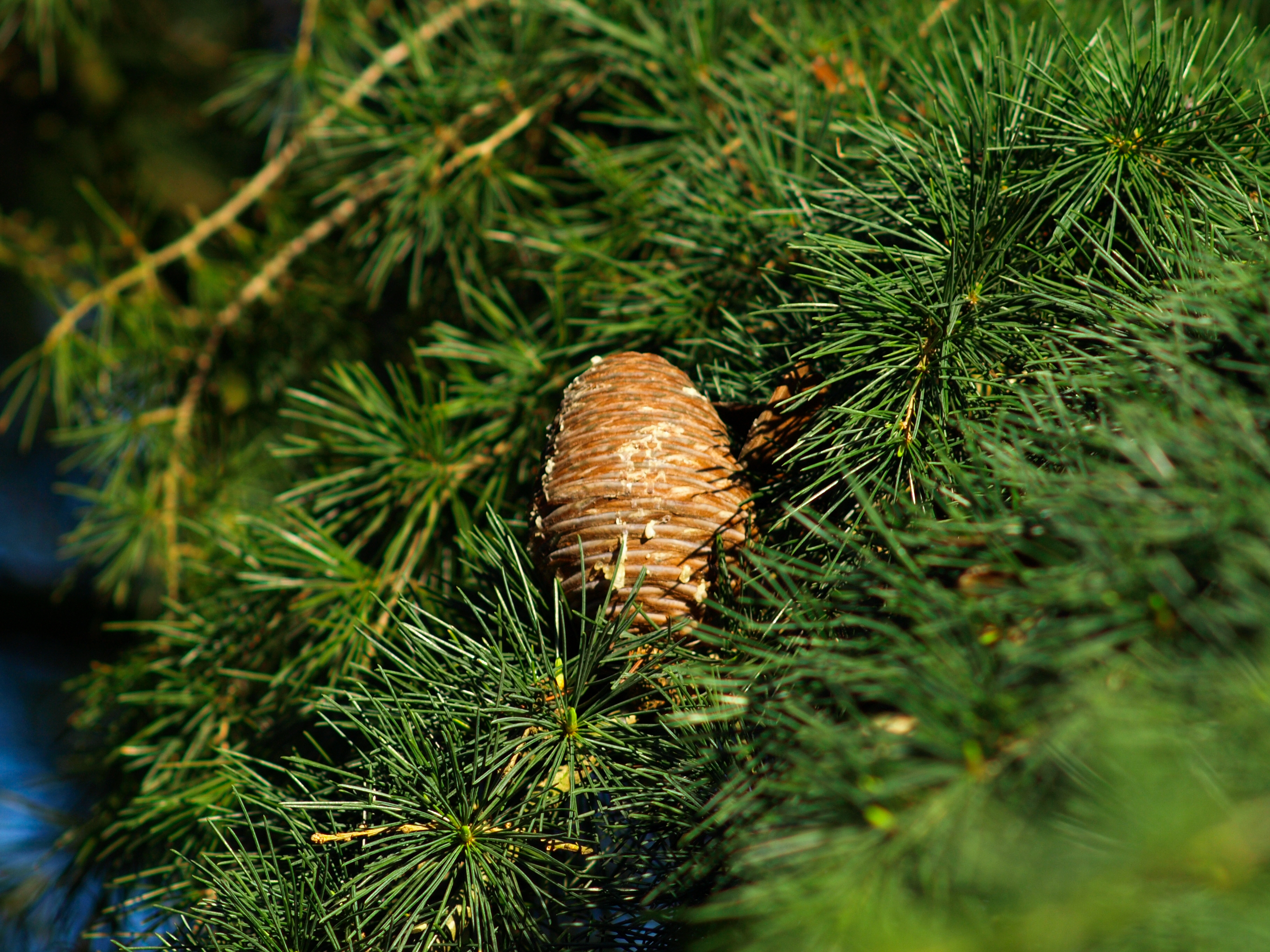
Weiblicher Zapfen
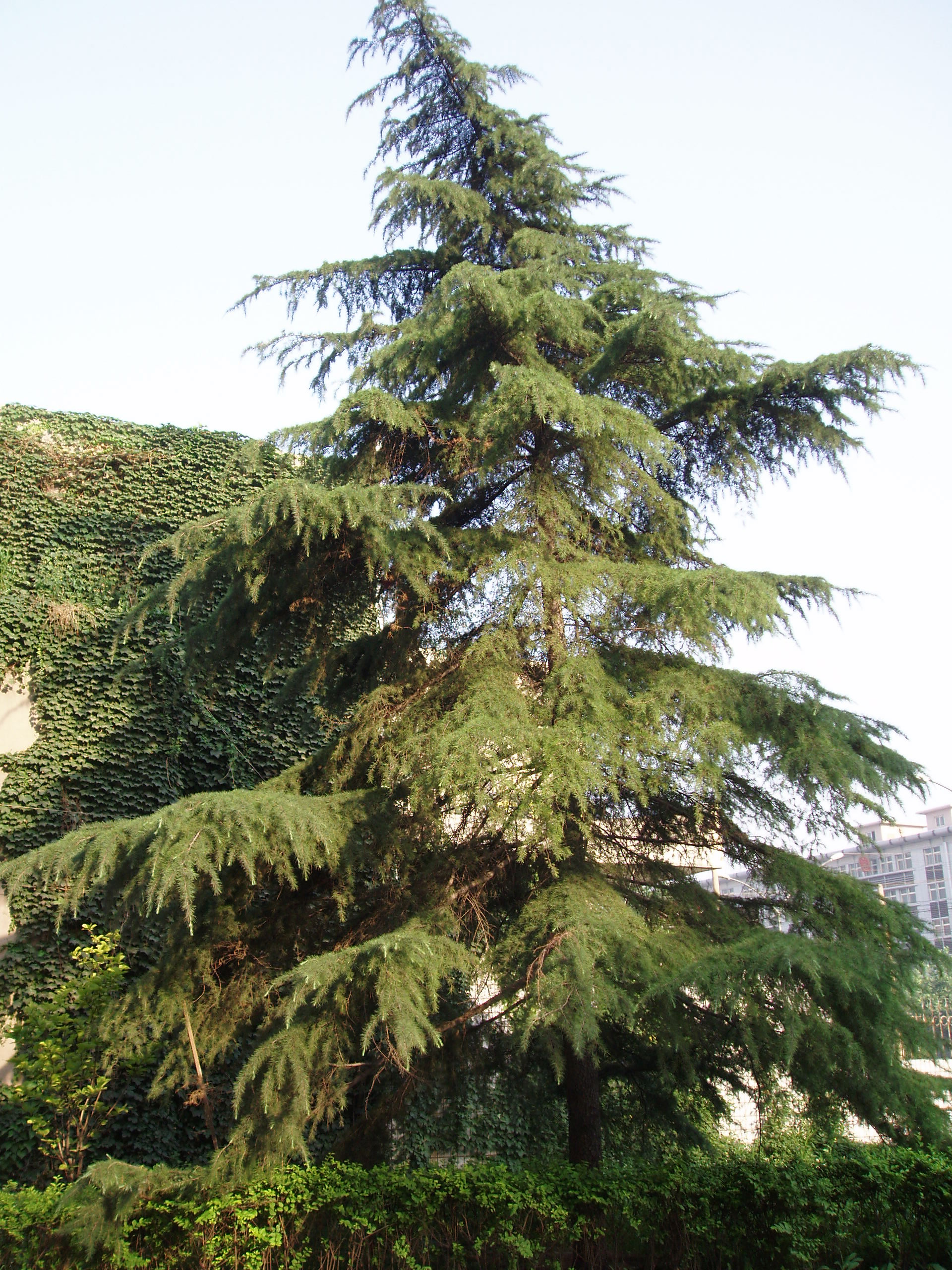
Junger Baum
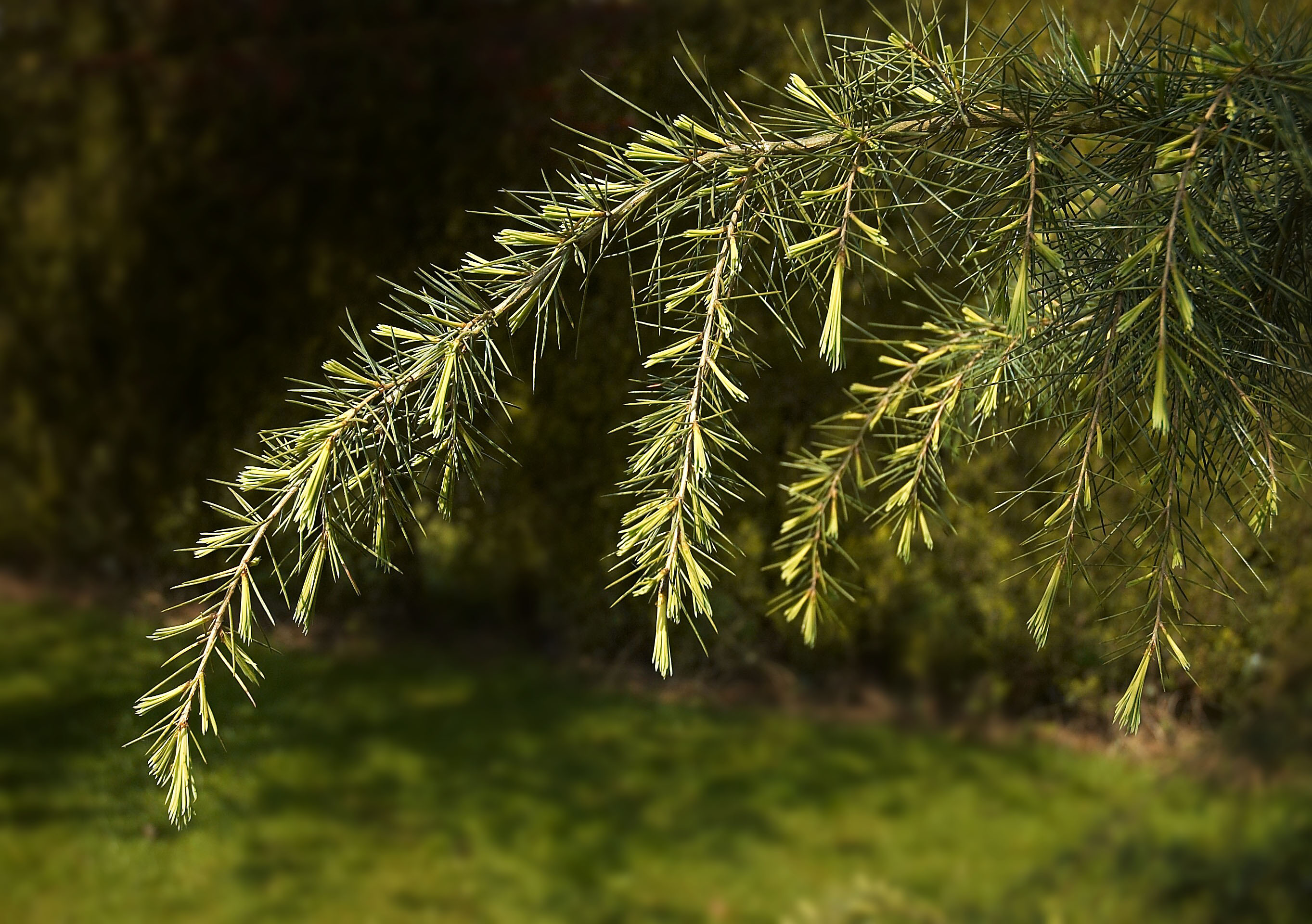
Zweig mit nadelförmigen Blättern
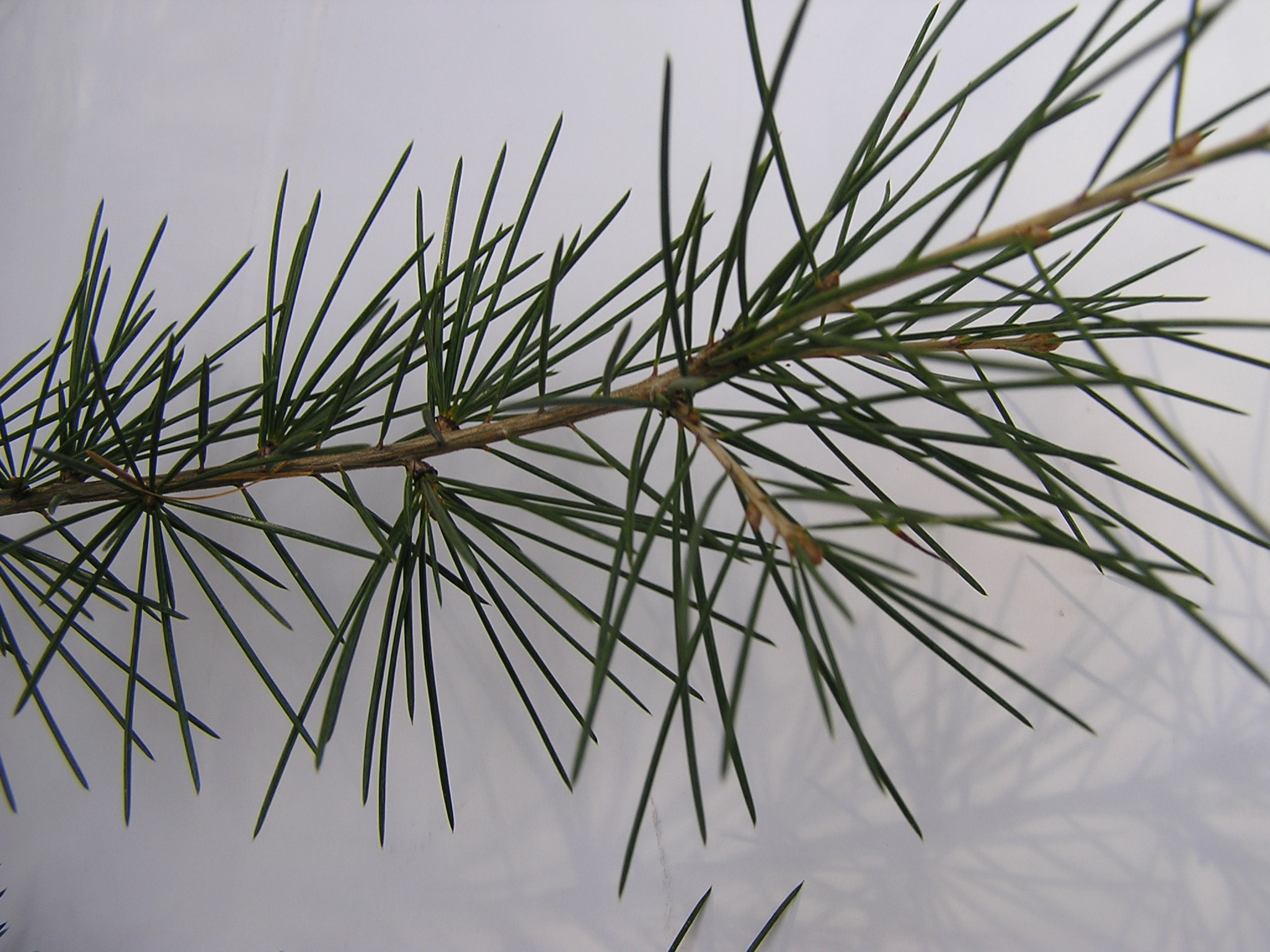
Zweig mit nadelförmigen Blättern
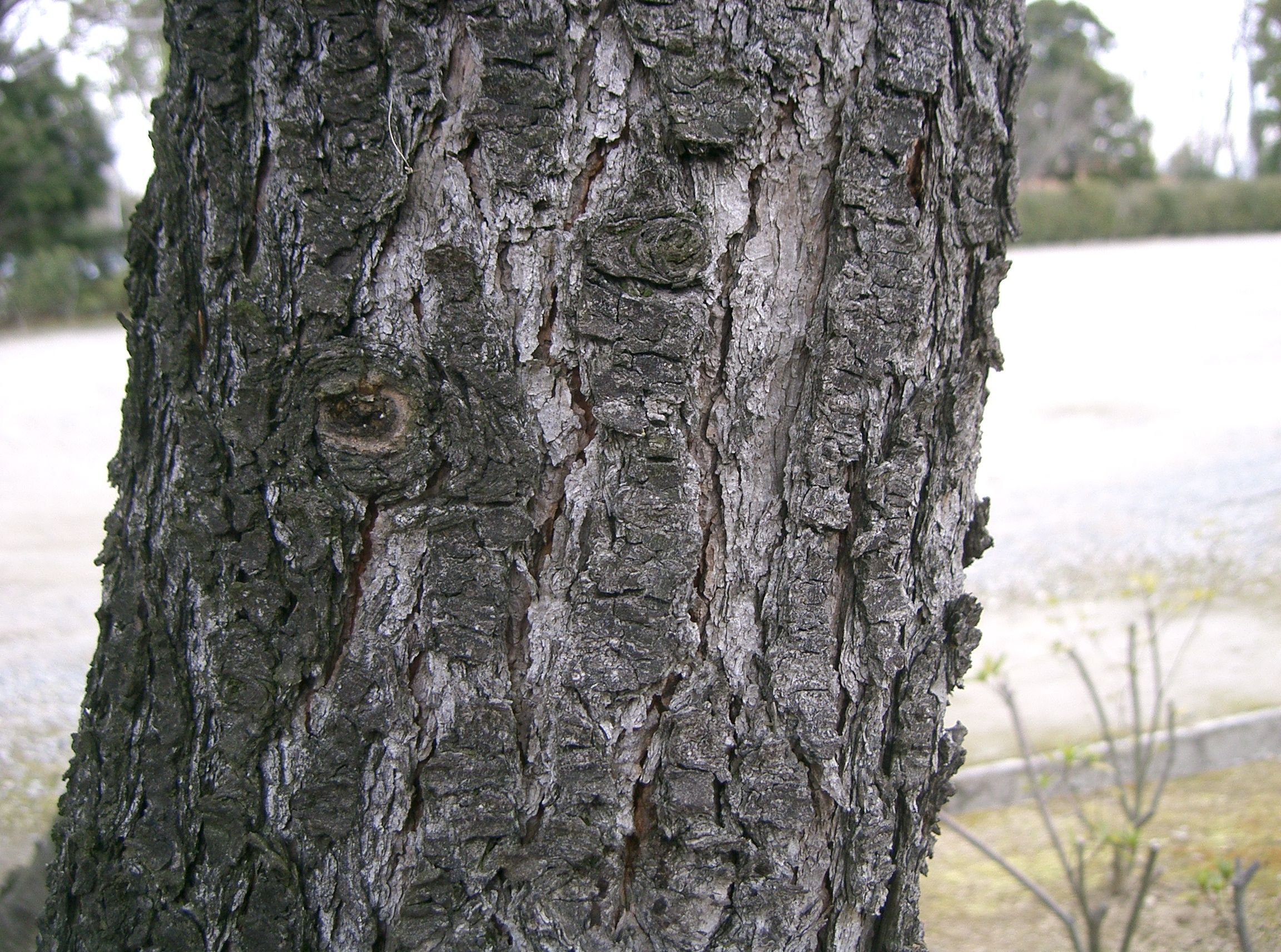
Borke

Libanon-Zeder (Cedrus libani):

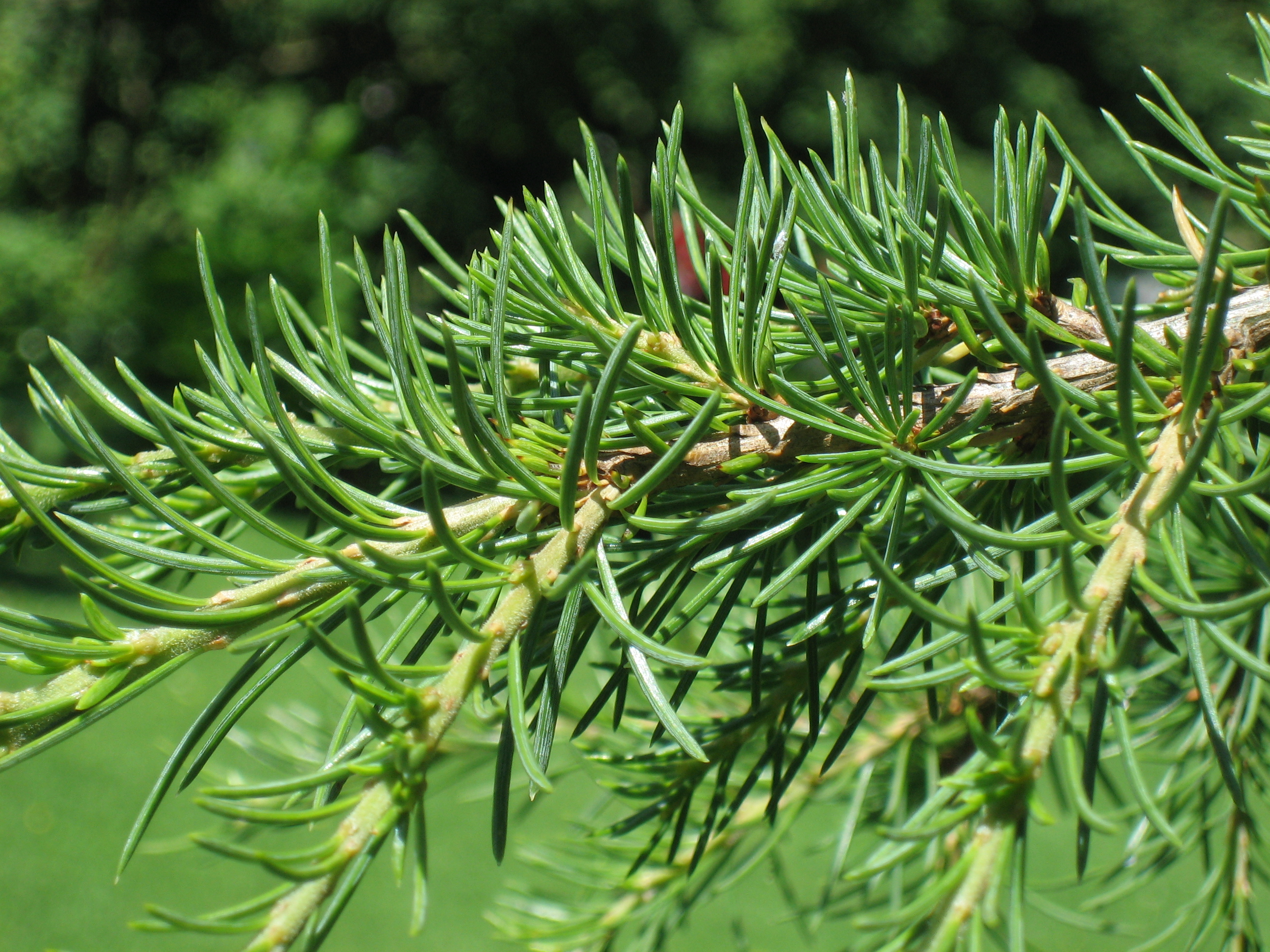
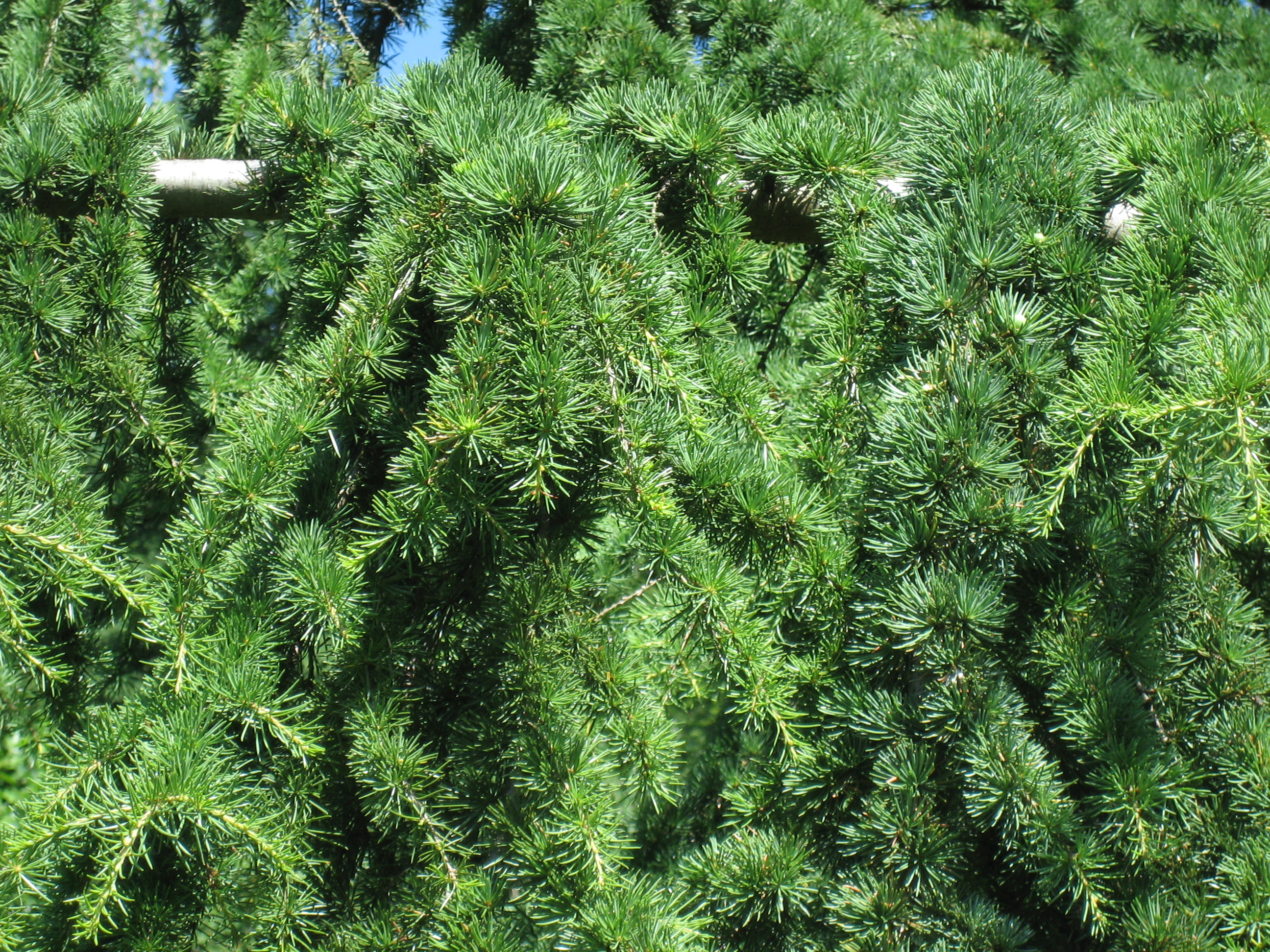
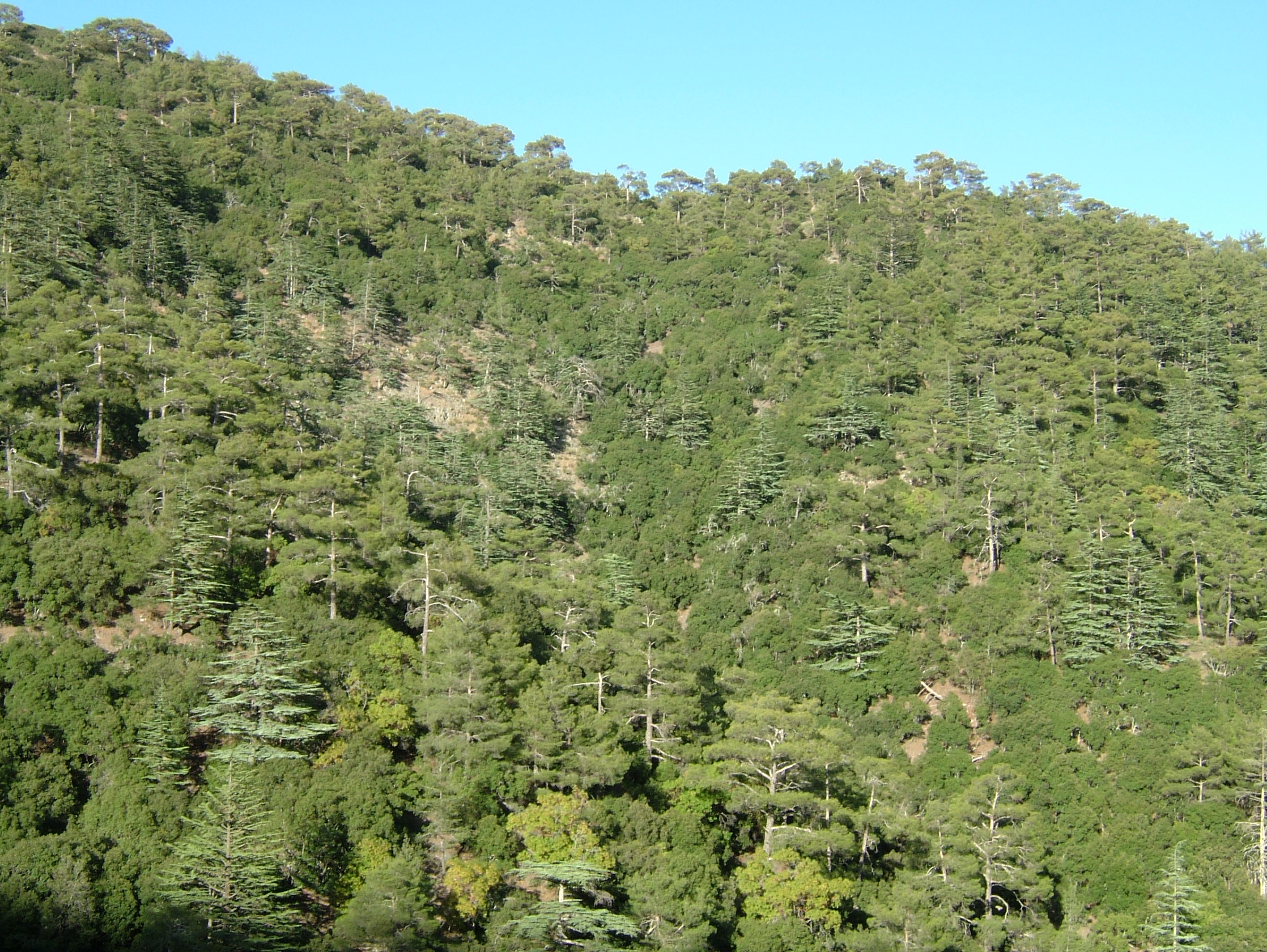
Wald mit Cedrus libani var. brevifolia auf Zypern
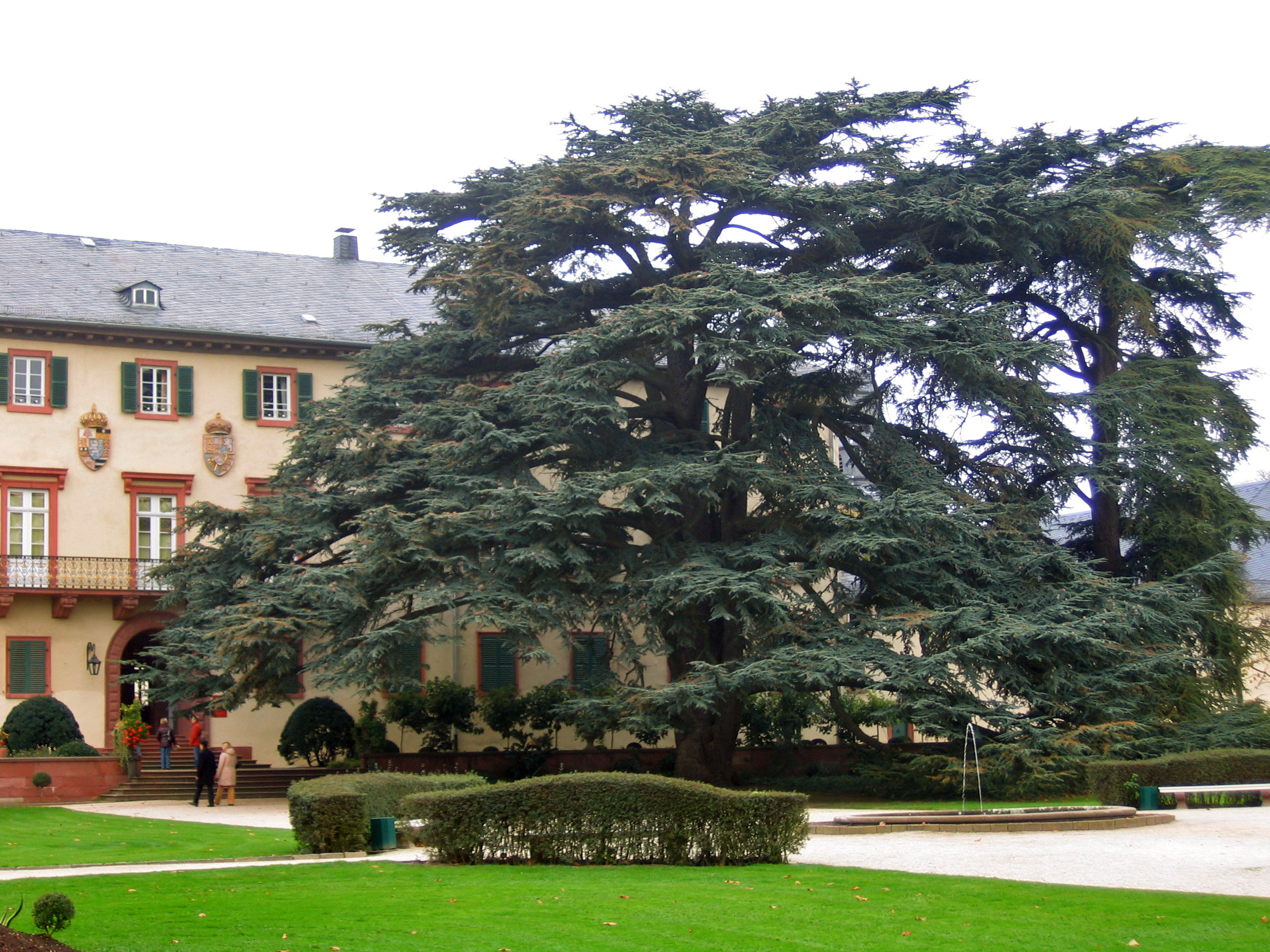
Zeder im Schlossgarten von Bad Homburg vor der Höhe, gepflanzt 1818
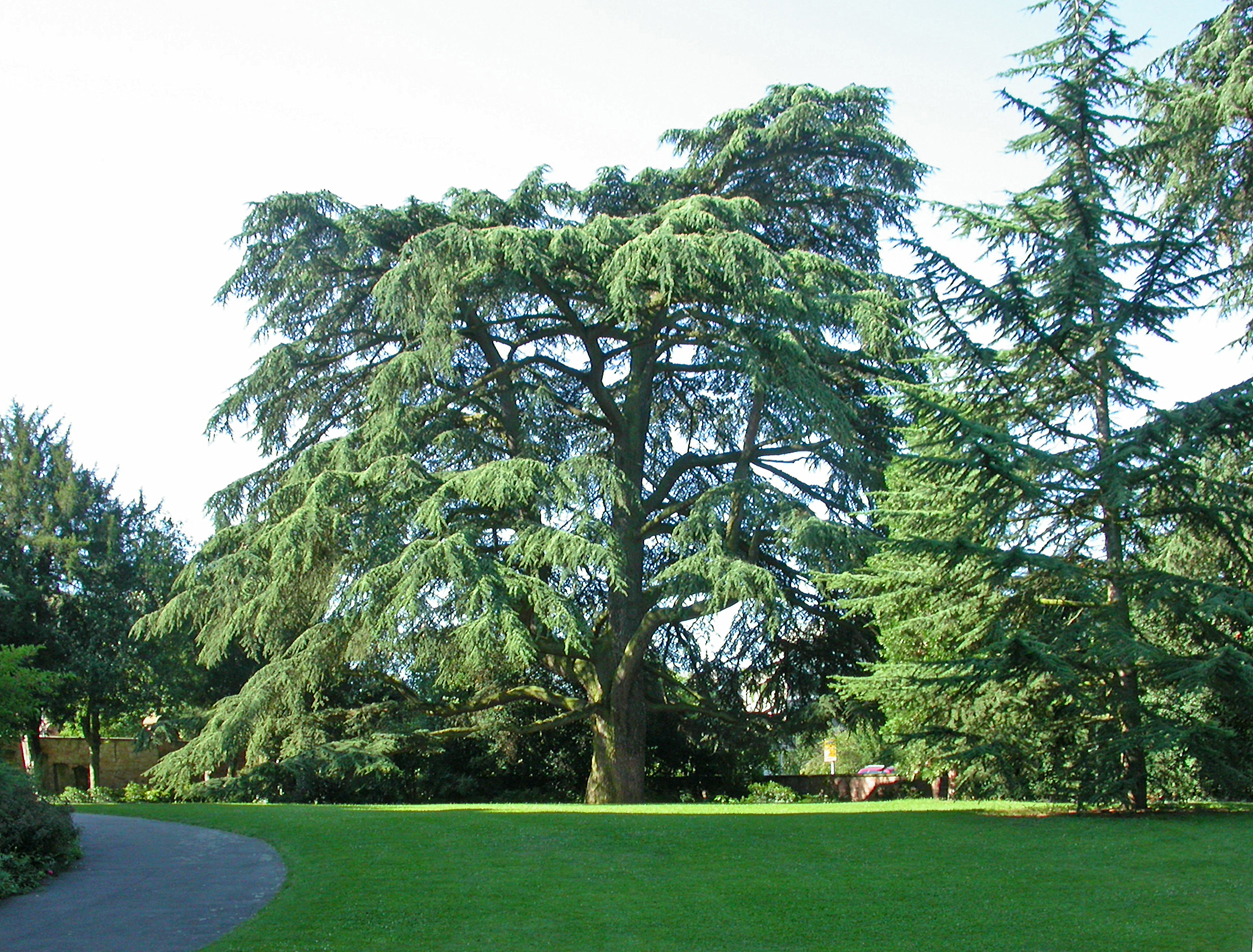
Zeder vor dem Schloss Weinheim, Pflanzjahr um 1835,[2] Höhe 23 m
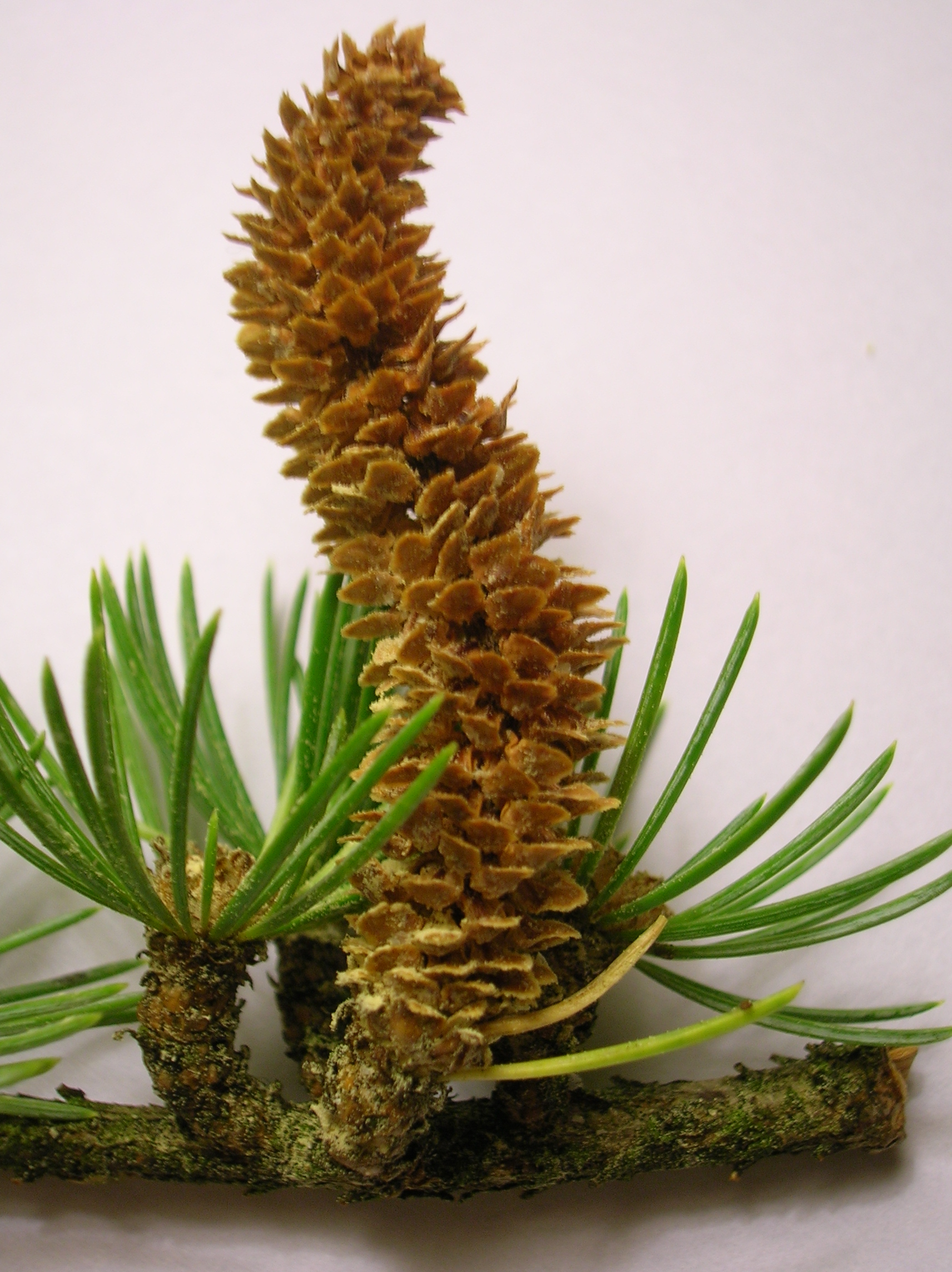
Männlicher Zapfen
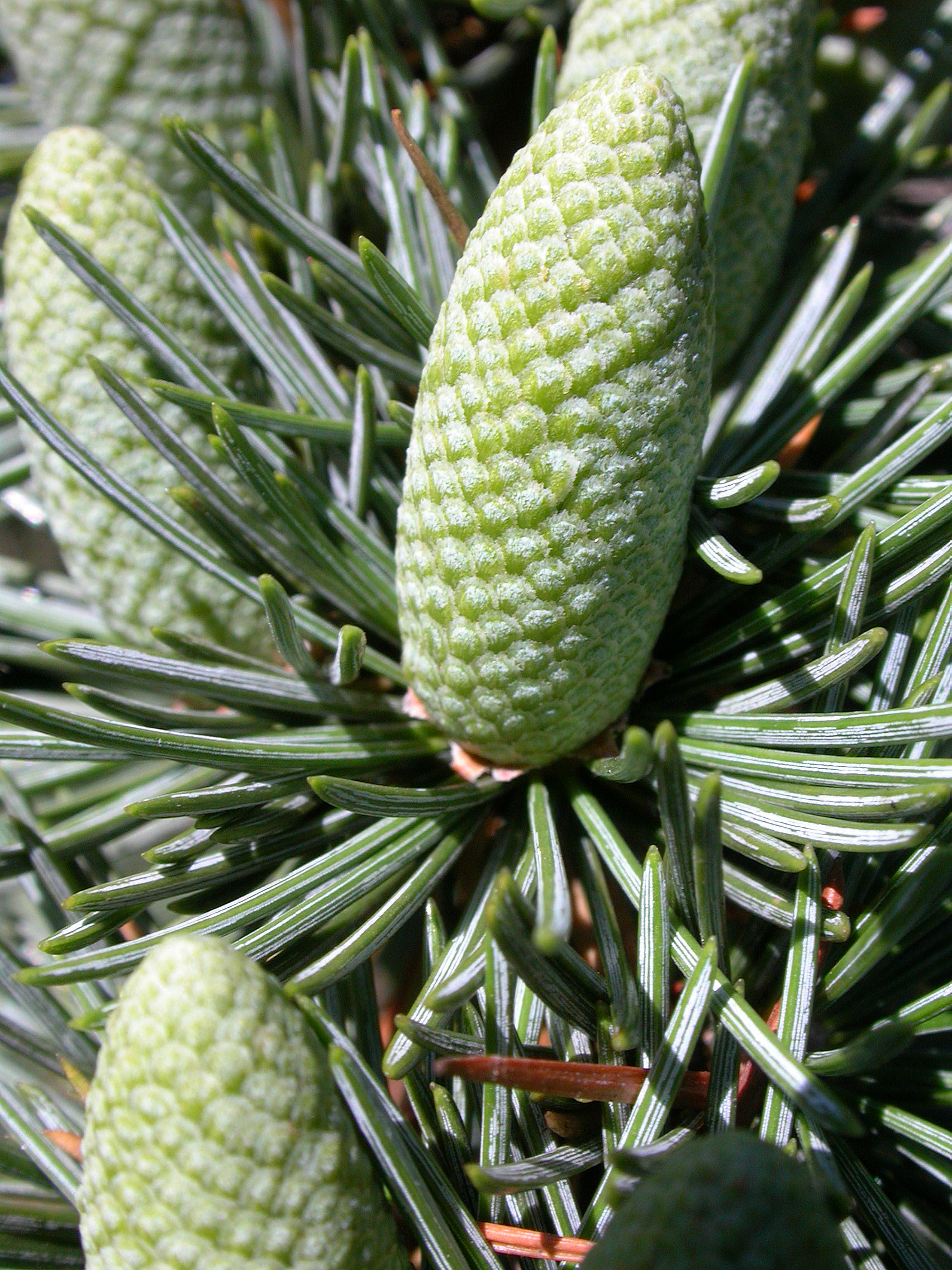
Junger weiblicher Zapfen, Nahaufnahme
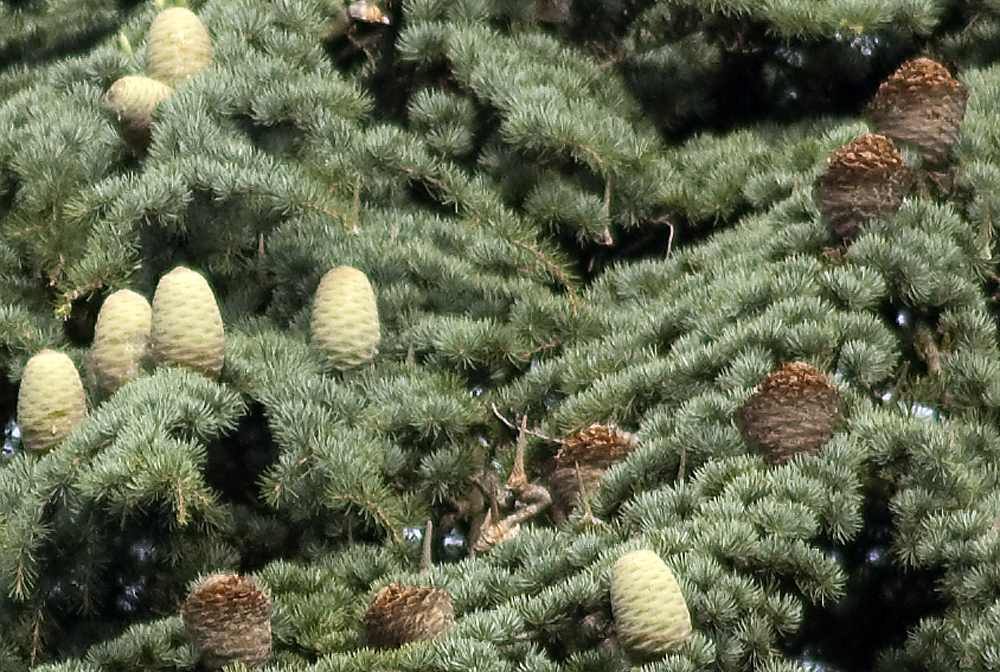
Fast reife und zerfallende Zapfen (2 bzw. etwa 4 Jahre alt)

## Nutzung

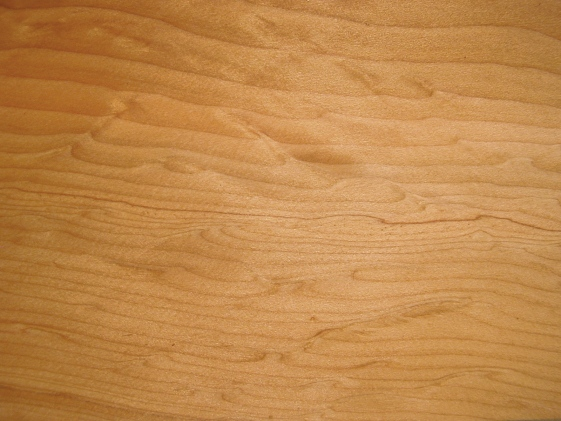
Holz der Libanon-Zeder

### Zedernholz
Das Holz der Libanon-Zeder hat entgegen landläufiger Meinung fast keinen Geruch, allenfalls ist ein sehr schwacher, leicht aromatischer Geruch an frischem Holz feststellbar. Das allgemein umgangssprachlich wie auch im Holzhandel als Zedernholz bezeichnete Holz stammt dagegen von einigen Arten der Zypressengewächse Cupressaceae, die im Unterschied zu echten Zedern der Gattung Cedrus einen sehr starken, aromatischen Eigengeruch und auch einen hohen Anteil an ätherischen Ölen besitzen. So ist zum Beispiel das als Zedernöl gehandelte Duftöl ein Destillat des Virginischen Wacholders (Juniperus virginiana).
Alltagsgegenstände wie Schuhspanner, Mottenschutzhölzer und Zigarrenkästen, aber auch „Zeder-Hölzer“ im Musikinstrumentenbau, sind immer aus dem wesentlich weiter verbreiteten Holz der im amerikanischen Sprachgebrauch als Red Cedar (Riesen-Lebensbaum Thuja plicata) bezeichneten Art gefertigt, sämtliche am Bau verarbeiteten Hölzer unter dem Oberbegriff Zeder stammen ebenso von diesen Zypressengewächsen.
Das unter dem Namen Spanische Zeder bekannte Holz stammt hingegen von einem Laubbaum, der Westindischen Zedrele (Cedrela odorata) aus der Familie der Mahagonigewächse (Meliaceae). Es wird wegen seines angenehmen Geruchs und der Fähigkeit, die Feuchtigkeit der Umgebung zu regulieren, häufig zur Innenauskleidung von Humidoren verwendet.
In der Antike waren Zedern wegen ihres leicht zu bearbeitenden und sehr dauerhaften Holzes sehr beliebt im Schiffsbau, z. B. bei den Phöniziern. Im 16. Jahrhundert war Zedernholz ein hoch geschätztes Material, so musste etwa der venezianische Rat der Zehn 1556 alle diplomatischen Beziehungen spielen lassen, um vom Patriarchen von Damaskus die Genehmigung zum Fällen einer Zeder zu bekommen, deren Holz für die repräsentativen Türen der Waffensammlung des Rates verwendet werden sollte.
Seit Jahrtausenden dient Zedernholz auch als Räucherwerk und wird bereits im babylonischen Gilgamesch-Epos zur Verwendung als Rauchopfer an die Götter erwähnt. In den antiken Kulturen wurde Zeder später besonders bei der Darbringung von Tieropfern als Räuchermittel eingesetzt, um den Gestank des Opferfleisches zu überdecken.

### Zedernholzöl
Zedernöl wurde beim Mikroskopieren mit Lichtmikroskopen als Immersionsöl verwendet. Es weist genauso wie Glas einen Brechungsindex von 1,5 auf und ermöglicht auf diese Weise das Mikroskopieren mit starken Vergrößerungen. Die durch die in Deckglas und Zwischenraum unterschiedliche Lichtbrechung entstehende Totalreflexion kann dadurch vermieden werden. Heute werden in der Regel synthetische Öle eingesetzt.
Laut einer Studie des Instituts für Lebensmitteltechnologie und des Internationalen Holzschutz-Entwicklungszentrums hat Zedernholzextrakt (ebenfalls aus Thuja plicata) eine antibakterielle und pilzhemmende Wirkung. Es wurde die Substanz β-Thujaplicin (Hinokitiol) nachgewiesen. Auch konnte die Wirkung gegen bestimmte Schimmelpilze auf Kiefernholz mit dem Zedernholzextrakt bestätigt werden.

## Nachweise